# Club Social y Deportivo Defensa y Justicia
O Club Social y Deportivo Defensa y Justicia, é um clube argentino de futebol da cidade de Florencio Varela, da Província de Buenos Aires, na Argentina. O clube foi fundado no dia 20 de março de 1935 e atualmente joga na Primeira Divisão Argentina.
Seus jogos em casa são disputados no Estádio Norberto "Tito" Tomaghello, que tem uma capacidade de cerca de 10 500 lugares.
Os títulos mais expressivos da equipe argentina são os da Copa Sul-Americana de 2020 e da Recopa Sul-Americana de 2021.

## História
Mesmo que o clube foi fundado já em 1935, eles tiveram que esperar até 1977 até que fez sua estréia na Primera D Metropolitana. Eles fizeram progressos rápidos para ganhar a promoção para Primera C Metropolitana em 1982, e promoção de Primera B Metropolitana em 1985. Eles jogaram sua primeira temporada, a nível nacional em 1986, no Argentina Nacional B.
A equipe utilizava as cores azul e branco em seu uniforme, mas em 1981 eles mudaram para o amarelo e verde para combinar com as cores do seu patrocinador, uma empresa de ônibus local.
Na temporada 2005–06 o clube terminou em 5° no Apertura e 17° no Clausura. Apesar de terminar em 11 º no geral, os resultados do período anterior de 2 temporadas asseguraram que eles terminaram em penúltimo lugar da tabela de rebaixamento. Isso significava que eles precisavam jogar em uma promoção de duas partidas/playoffs de rebaixamento contra o Club Deportivo Morón. O jogo terminou com 4 a 4 no placar agregado, gols nos 47 e 50 minutos na segunda etapa, o que significava que o Defensa y Justicia manteve seu lugar no Nacional B.
Em sua primeira partida oficial fora da Argentina em 82 anos de fundação, pela Copa Sul-Americana, no dia 11 de maio de 2017, o clube argentino fez história ao eliminar o favorito São Paulo em seu próprio estádio. Após empatar o primeiro jogo em casa por 0 a 0, na volta no Morumbi, a equipe argentina saiu atrás do placar contra o time brasileiro mas logo depois foram buscar o gol de empate que terminou em 1 a 1, resultado que classificou os argentinos para a segunda fase do torneio continental.
Após derrotar o Lanús, a equipe vence seu primeiro título continental em mais de 80 anos de história, a Copa Sul-Americana. Em 2021, após derrotar o Palmeiras a equipe venceu o seu segundo título continental, a Recopa Sul-Americana.

Escudo antigo

## Elenco
- Atualizado a 4 de junho de 2021.[carece de fontes?]

## Títulos
| CONTINENTAIS | CONTINENTAIS                      | CONTINENTAIS | CONTINENTAIS      |
|              | Competição                        | Títulos      | Temporadas        |
| ------------ | --------------------------------- | ------------ | ----------------- |
|              | Copa Sul-Americana                | 1            | 2020              |
|              | Recopa Sul-Americana              | 1            | 2021              |
| NACIONAIS    |                                   |              |                   |
|              | Competição                        | Títulos      | Temporadas        |
|              | Campeonato Argentino - 3° Divisão | 1            | Primera B 1996-97 |
|              | Campeonato Argentino - 4° Divisão | 1            | Primera C 1985    |
|              | Campeonato Argentino - 5° Divisão | 1            | Primera D 1982    |

 Campeão invicto

## Ex-jogadores
- Marcelo Ojeda (1987–1990)
- Raul Diogo Mayr (1999–2001)
- Hugo da Silva (1996–1997)
- Pablo Ariel Lugüercio (2002)
- Ricardo Villa (1986–1989)
- Esteban Solari (2001–2002)
- Darío Zárate (2006–07, 2008–2009)